# Drzewożerek jednożenny
Drzewożerek jednożenny (Dryocoetes autographus) – gatunek owada z rzędu chrząszczy.
Rójka
Przebiega w maju i czerwcu.
Wygląd
Larwa beznoga (jak u wszystkich kornikowatych), barwy białej, z jasnobrunatną głową. Poczwarka typu wolnego, barwy białej, kolebka poczwarkowa w łyku, korze, może lekko naruszać biel. Imago długości 3,0-4,3 mm. Kształt krępy, walcowaty, barwy brunatnoczerwonej do czarnobrunatnej z wyraźnymi, długimi włoskami. Przedplecze zbliżone w zarysie do koła, z przodu chropowate, bliżej pokryw garbki przechodzą w wyraźne kropki, nie zlewające się ze sobą. Pokrywy połyskujące. Rzędy kropek na pokrywach wyraźne, duże i płytkie. Międzyrzędy nieznacznie szersze od rzędów, płaskie, lekko zmarszczone, z jednym szeregiem delikatnych kropek, które na ścięciu pokryw delikatnie przechodzą w ziarenka. Dymorfizm płciowy niewyraźny.
Występowanie
Cała Europa, Azja Północna, po Japonię i Koreę. W Polsce pospolity w górach i na niżu.
Pokarm
Żeruje na świerku rzadziej na sośnie pospolitej i wejmutce, limbie, kosówce, modrzewiu i jodle szczególnie na złomach i leżaninie.
Znaczenie
Opanowuje głównie leżaninę, w wilgotnych, zacienionych miejscach, niekorowane pniaki, także złomy i wywroty. Przyczynia się do dobijania drzew osłabionych przez inne korniki.